# トウモロコシのひげ茶
トウモロコシのひげ茶（トウモロコシのひげちゃ）は、トウモロコシのひげ（錦糸（きんし）：長い雌蕊）を原料とした茶外茶。韓国でよく飲まれ、オクスススヨム茶（옥수수수염차）と呼ばれる。

## 概要
トウモロコシ茶と同様にカリウムを含むだけでなく、ポリフェノールも含む。民間療法においては、利尿作用のほか尿道炎、浮腫、結石に対する改善効果があるとされている。